# UPT V Geumpang
UPT V Geumpang is een bestuurslaag in het regentschap Pidie van de provincie Atjeh, Indonesië. UPT V Geumpang telt 246 inwoners (volkstelling 2010).